# 이요타치바나역
이요타치바나역(일본어: いよ立花駅)은 일본 에히메현 마쓰야마시에 위치한 이요 철도 요코가와라 선의 철도역이다. 역 번호는 IY 12이며, 섬식 승강장 1면 2선의 구조를 갖춘 지상역이다.

## 타는 곳
| 1 | ■ 요코가와라 선 | 상행 | 마쓰야마시 방면                     |
| 2 | ■ 요코가와라 선 | 하행 | 구메 · 우메노모토 · 요코가와라 방면 |

## 역 주변
- 국도 제33호선

## 역사
- 1893년 5월 7일 : 다치바나역으로서 개업.
- 1896년 1월 26일 : 마쓰모리 선 개업.
- 1927년 3월 1일 : 이요타치바나역으로 개칭.
- 1965년 12월 1일 : 마쓰모리 선 폐지.
- 1981년 ~ 1985년경 : 현재의 이름으로 개칭.

## 인접 역
| 이요 철도 요코가와라 선              | 이요 철도 요코가와라 선 | 이요 철도 요코가와라 선        |
| ------------------------------------ | ----------------------- | ------------------------------ |
| IY 11 이시테가와코엔 마쓰야마시 방면 | ■ 요코가와라 선         | 후쿠온지 IY 13 요코가와라 방면 |